# Remauville
Pour l’article ayant un titre homophone, voir Removille.
Remauville est une commune française située dans le département de Seine-et-Marne en région Île-de-France.

## Géographie

### Localisation

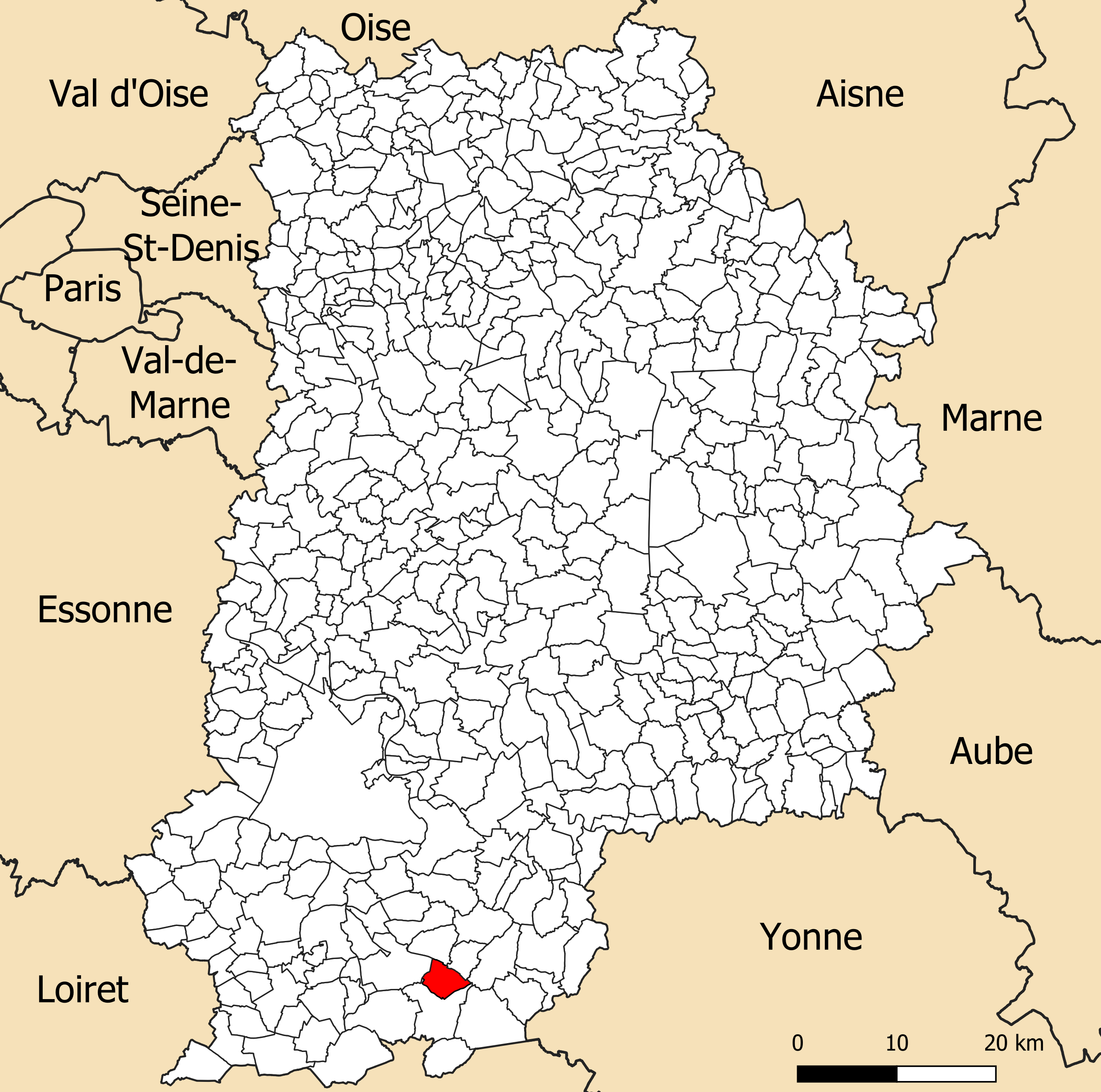
Localisation de la commune de Remauville dans le département de Seine-et-Marne.

Remauville est une commune localisée dans le canton de Lorrez-le-Bocage-Préaux, à 6 km au nord-ouest d'Égreville.

### Communes limitrophes
|         | Nanteau-sur-Lunain | Paley                   |
| Poligny | Remauville         | Lorrez-le-Bocage-Préaux |
|         | Chaintreaux        |                         |

### Géologie et relief
L'altitude de la commune varie de 114 mètres à 136 mètres pour le point le plus haut, le centre du bourg se situant à environ 126 mètres d'altitude (mairie). Elle est classée en zone de sismicité 1, correspondant à une sismicité très faible.

### Hydrographie
La commune n’est traversée par aucun cours d'eau.

### Climat
Pour des articles plus généraux, voir Climat de l'Île-de-France et Climat de Seine-et-Marne.
En 2010, le climat de la commune est de type climat océanique dégradé des plaines du Centre et du Nord, selon une étude du CNRS s'appuyant sur une série de données couvrant la période 1971-2000. En 2020, Météo-France publie une typologie des climats de la France métropolitaine dans laquelle la commune est exposée à un climat océanique altéré et est dans la région climatique Nord-est du bassin Parisien, caractérisée par un ensoleillement médiocre, une pluviométrie moyenne régulièrement répartie au cours de l’année et un hiver froid (3 °C).
Pour la période 1971-2000, la température annuelle moyenne est de 10,7 °C, avec une amplitude thermique annuelle de 15,6 °C. Le cumul annuel moyen de précipitations est de 738 mm, avec 11,5 jours de précipitations en janvier et 7,5 jours en juillet. Pour la période 1991-2020, la température moyenne annuelle observée sur la station météorologique la plus proche, située sur la commune de Nemours à 11 km à vol d'oiseau, est de 12,0 °C et le cumul annuel moyen de précipitations est de 690,3 mm,. Pour l'avenir, les paramètres climatiques de la commune estimés pour 2050 selon différents scénarios d'émission de gaz à effet de serre sont consultables sur un site dédié publié par Météo-France en novembre 2022.

### Milieux naturels et biodiversité
Aucun espace naturel présentant un intérêt patrimonial n'est recensé sur la commune dans l'inventaire national du patrimoine naturel,,.

## Urbanisme

### Typologie
Au 1er janvier 2024, Remauville est catégorisée commune rurale à habitat dispersé, selon la nouvelle grille communale de densité à sept niveaux définie par l'Insee en 2022.
Elle est située hors unité urbaine. Par ailleurs la commune fait partie de l'aire d'attraction de Paris, dont elle est une commune de la couronne,. Cette aire regroupe 1 929 communes,.

### Lieux-dits et écarts
La commune compte 59 lieux-dits administratifs répertoriés consultables ici dont Savigny, Bouchereau (partagé avec Poligny).

### Occupation des sols
L'occupation des sols de la commune, telle qu'elle ressort de la base de données européenne d’occupation biophysique des sols Corine Land Cover (CLC), est marquée par l'importance des territoires agricoles (86,2 % en 2018), en diminution par rapport à 1990 (87,4 %). La répartition détaillée en 2018 est la suivante : 
terres arables (81,2% ), forêts (8,5% ), zones urbanisées (5,3% ), zones agricoles hétérogènes (4,9 %).
Parallèlement, L'Institut Paris Région, agence d'urbanisme de la région Île-de-France, a mis en place un inventaire numérique de l'occupation du sol de l'Île-de-France, dénommé le MOS (Mode d'occupation du sol), actualisé régulièrement depuis sa première édition en 1982. Réalisé à partir de photos aériennes, le Mos distingue les espaces naturels, agricoles et forestiers mais aussi les espaces urbains (habitat, infrastructures, équipements, activités économiques, etc.) selon une classification pouvant aller jusqu'à 81 postes, différente de celle de Corine Land Cover,,. L'Institut met également à disposition des outils permettant de visualiser par photo aérienne l'évolution de l'occupation des sols de la commune entre 1949 et 2018.

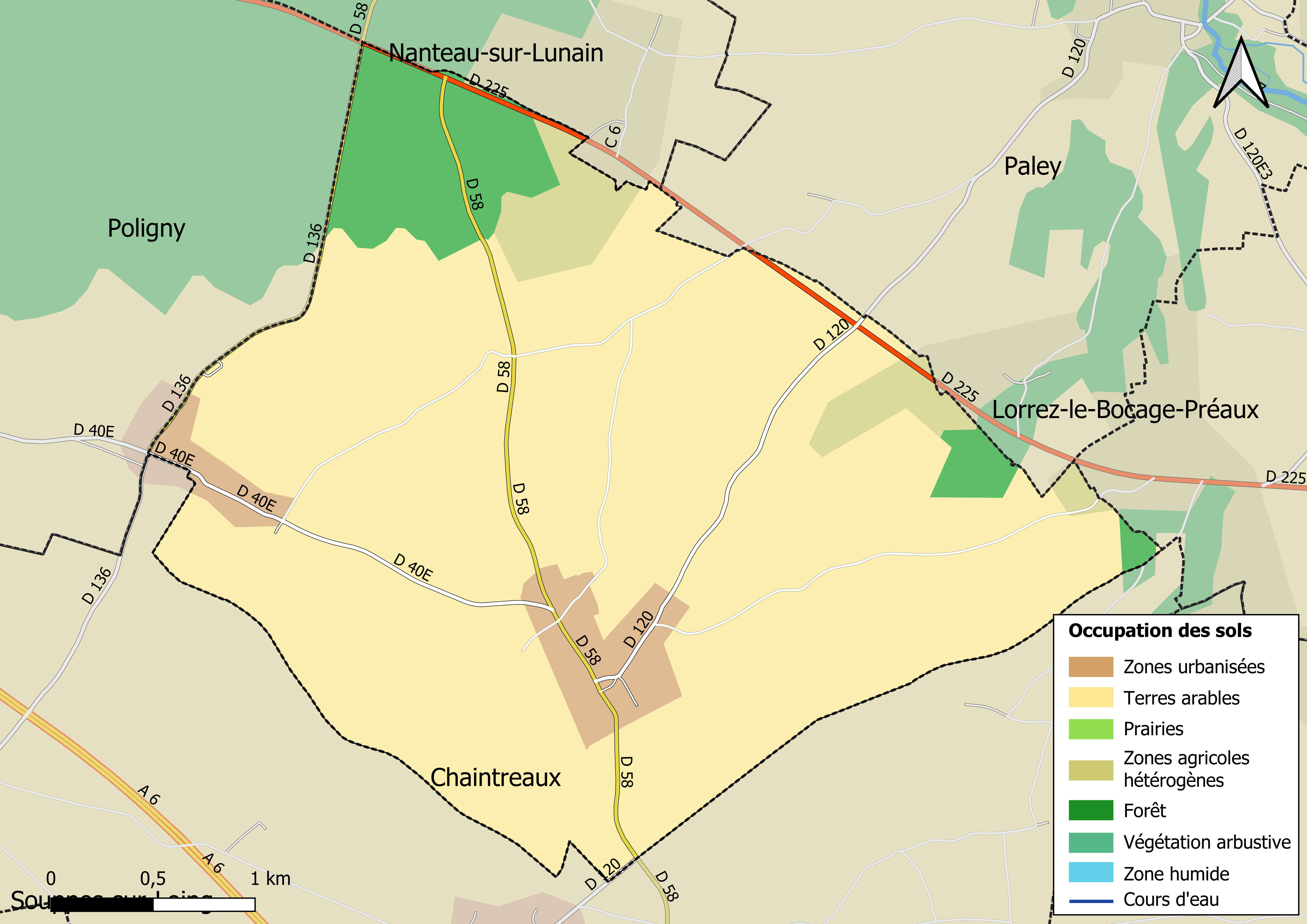
Carte des infrastructures et de l'occupation des sols en 2018 (CLC) de la commune.
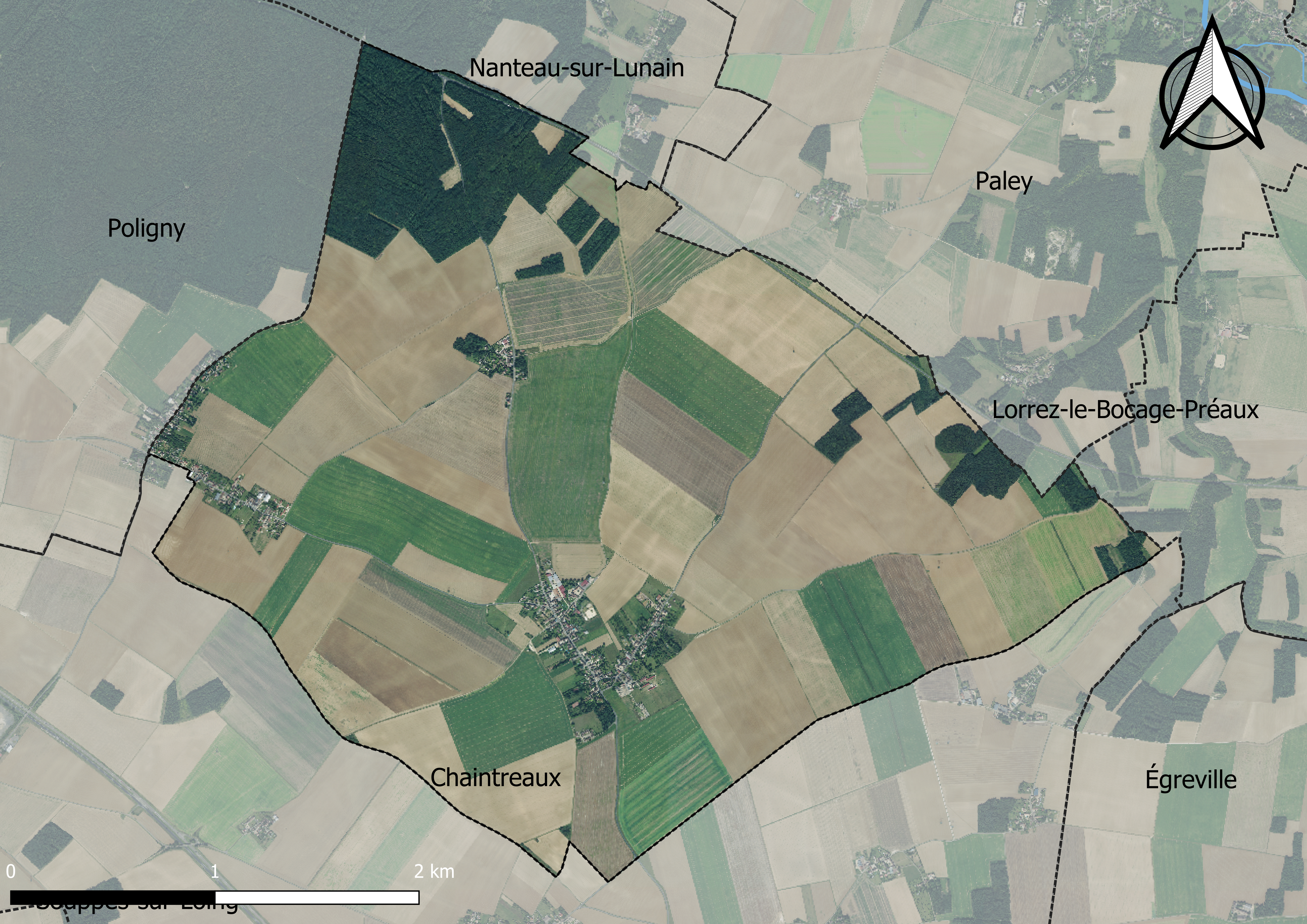
Carte orhophotogrammétrique de la commune.

### Planification
La loi SRU du 13 décembre 2000 a incité les communes à se regrouper au sein d’un établissement public, pour déterminer les partis d’aménagement de l’espace au sein d’un SCoT, un document d’orientation stratégique des politiques publiques à une grande échelle et à un horizon de 20 ans et s'imposant aux documents d'urbanisme locaux, les PLU (Plan local d'urbanisme). La commune est dans le territoire du SCOT Seine et Loing, dont le projet a été arrêté le 3 juillet 2019, porté par le syndicat mixte d’études et de programmation (SMEP) Seine et Loing rassemblant à la fois 44 communes et trois communautés de communes.
La commune disposait en 2019 d'un plan local d'urbanisme approuvé. Le zonage réglementaire et le règlement associé peuvent être consultés sur le Géoportail de l'urbanisme.

### Logement
En 2017, le nombre total de logements dans la commune était de 202 dont 99,6 % de maisons et 0,4 % d'appartements.
Parmi ces logements, 86,7 % étaient des résidences principales, 6,9 % des résidences secondaires et 6,5 % des logements vacants.
La part des ménages fiscaux propriétaires de leur résidence principale s'élevait à 85,4 % contre 13,5 % de locataires et 1,1 % logés gratuitement.

#### Voies de communication

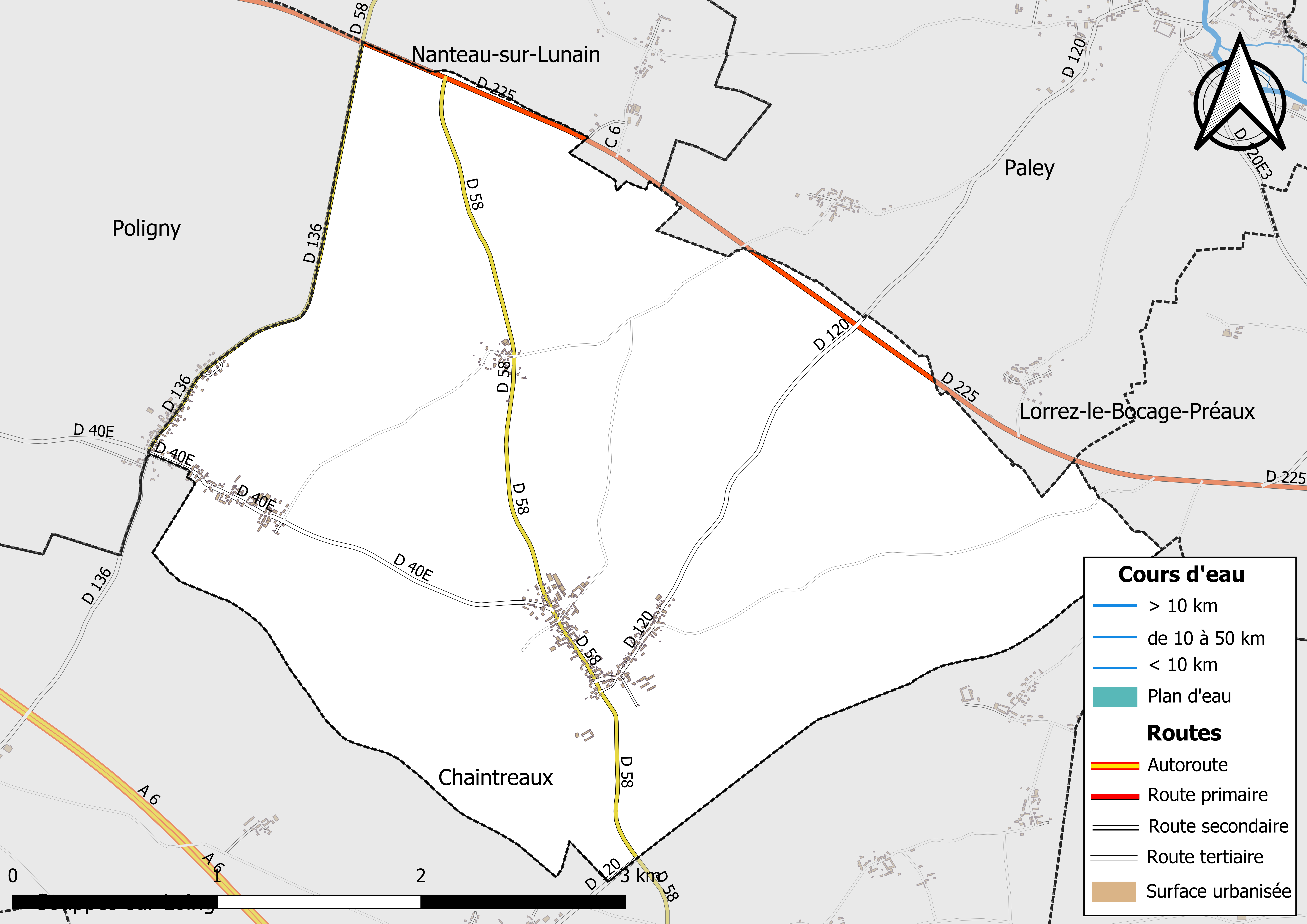
Carte du réseau routier de Remauville.

### Voies de communication et transports

#### Transports
La commune est desservie par la ligne d'autocars No 10 (Bransles – Saint-Pierre-les-Nemours) du réseau réseau de bus Vallée du Loing - Nemours.

## Toponymie
Le nom de la localité est mentionné sous les formes Hermauvilla vers 1140 (Annales du Gâtinais, XIII, 1895, 478p. 338) ; Ermauvilla et Armauvilla vers 1150 (Annales du Gâtinais XIII, 1895, p. 343 et 349) ; Ermauville en 1241 (Annales du Gâtinais XXVI, p. 80) ; Ermauville en 1469 (Annales du Gâtinais XXII, 1904, p. 254) ; Armauville en 1481 (Archives nationales, S 5170, n° 27)[réf. nécessaire].
« domaine (rural) d’Ermoald », nom de personne germanique, selon Albert Dauzat[réf. nécessaire], « domaine rural de Rumoald » selon Auguste Vincent[réf. nécessaire], proposition invalidée par les formes anciennes. Remauville résulte de la métathèse du [r] de (H)Ermauville, phénomène récurrent en toponymie.

## Politique et administration

### Liste des maires
| Période                                  | Période   | Identité            | Étiquette | Qualité            |
| ---------------------------------------- | --------- | ------------------- | --------- | ------------------ |
| Les données manquantes sont à compléter. |           |                     |           |                    |
| mars 1959                                | mars 1977 | Roger Frot          | CNPI      | Conseiller général |
| mars 1977                                |           |                     |           |                    |
| mars 2001                                | mars 2008 | Michel d'Halluin    |           | Ingénieur          |
| mars 2008                                | mars 2014 | Léone Bouvard       |           | Gérante de société |
| mars 2014                                | En cours  | Jean-Claude Lanneau |           | Agriculteur        |

## Équipements et services

### Eau et assainissement
L’organisation de la distribution de l’eau potable, de la collecte et du traitement des eaux usées et pluviales relève des communes. La loi NOTRe de 2015 a accru le rôle des EPCI à fiscalité propre en leur transférant cette compétence. Ce transfert devait en principe être effectif au 1er janvier 2020, mais la loi Ferrand-Fesneau du 3 août 2018 a introduit la possibilité d’un report de ce transfert au 1er janvier 2026,.

#### Assainissement des eaux usées
En 2020, la commune de Remauville ne dispose pas d'assainissement collectif,.
L’assainissement non collectif (ANC) désigne les installations individuelles de traitement des eaux domestiques qui ne sont pas desservies par un réseau public de collecte des eaux usées et qui doivent en conséquence traiter elles-mêmes leurs eaux usées avant de les rejeter dans le milieu naturel. Le SIVOM du plateau du Sud Bocage (PSB) assure pour le compte de la commune le service public d'assainissement non collectif (SPANC), qui a pour mission de vérifier la bonne exécution des travaux de réalisation et de réhabilitation, ainsi que le bon fonctionnement et l’entretien des installations. Cette prestation est déléguée à la SAUR, dont le contrat arrive à échéance le 31 décembre 2021,.

#### Eau potable
En 2020, l'alimentation en eau potable est assurée par le SIVOM du plateau du Sud Bocage (PSB) qui en a délégué la gestion à la SAUR, dont le contrat expire le 31 décembre 2029,,.
Les nappes de Beauce et du Champigny sont classées en zone de répartition des eaux (ZRE), signifiant un déséquilibre entre les besoins en eau et la ressource disponible. Le changement climatique est susceptible d’aggraver ce déséquilibre. Ainsi afin de renforcer la garantie d’une distribution d’une eau de qualité en permanence sur le territoire du département, le troisième Plan départemental de l’eau signé, le 3 octobre 2017, contient un plan d’actions afin d’assurer avec priorisation la sécurisation de l’alimentation en eau potable des Seine-et-Marnais. A cette fin a été préparé et publié en décembre 2020 un schéma départemental d’alimentation en eau potable de secours dans lequel huit secteurs prioritaires sont définis. La commune fait partie du secteur Bocage.

## Population et société

### Démographie
Les habitants sont appelés les  Remauvillois et Remauvilloises.
L'évolution du nombre d'habitants est connue à travers les recensements de la population effectués dans la commune depuis 1793. Pour les communes de moins de 10 000 habitants, une enquête de recensement portant sur toute la population est réalisée tous les cinq ans, les populations de référence des années intermédiaires étant quant à elles estimées par interpolation ou extrapolation. Pour la commune, le premier recensement exhaustif entrant dans le cadre du nouveau dispositif a été réalisé en 2004.

En 2022, la commune comptait 471 habitants, en évolution de +3,29 % par rapport à 2016 (Seine-et-Marne : +3,92 %, France hors Mayotte : +2,11 %).
| 1793 | 1800 | 1806 | 1821 | 1831 | 1836 | 1841 | 1846 | 1851 |
| ---- | ---- | ---- | ---- | ---- | ---- | ---- | ---- | ---- |
| 307  | 286  | 258  | 285  | 365  | 368  | 380  | 397  | 437  |

| 1856 | 1861 | 1866 | 1872 | 1876 | 1881 | 1886 | 1891 | 1896 |
| ---- | ---- | ---- | ---- | ---- | ---- | ---- | ---- | ---- |
| 460  | 460  | 457  | 445  | 441  | 428  | 419  | 393  | 387  |

| 1901 | 1906 | 1911 | 1921 | 1926 | 1931 | 1936 | 1946 | 1954 |
| ---- | ---- | ---- | ---- | ---- | ---- | ---- | ---- | ---- |
| 396  | 377  | 370  | 340  | 340  | 316  | 330  | 294  | 315  |

| 1962 | 1968 | 1975 | 1982 | 1990 | 1999 | 2004 | 2006 | 2009 |
| ---- | ---- | ---- | ---- | ---- | ---- | ---- | ---- | ---- |
| 334  | 314  | 315  | 297  | 335  | 368  | 429  | 428  | 452  |

| 2014 | 2019 | 2022 | - | - | - | - | - | - |
| ---- | ---- | ---- | - | - | - | - | - | - |
| 469  | 466  | 471  | - | - | - | - | - | - |

### Manifestations culturelles et festivités
- Fête patronale : 17 janvier (Saint-Antoine), 8 juin (Saint-Médard, saint patron des agriculteurs).
- Chasse, tir.

## Économie

### Revenus de la population et fiscalité
En 2018, le nombre de ménages fiscaux de la commune était de 181, représentant 488 personnes et la  médiane du revenu disponible par unité de consommation  de 23 180 euros.

### Emploi
En 2017 , le nombre total d’emplois dans la zone était de 58, occupant 207 actifs  résidants.
Le taux d'activité de la population (actifs ayant un emploi) âgée de 15 à 64 ans s'élevait à 69,4 % contre un taux de chômage de 7,6 %. 
Les 22,9 % d’inactifs se répartissent de la façon suivante : 9 % d’étudiants et stagiaires non rémunérés, 7,3 % de retraités ou préretraités et 6,6 % pour les autres inactifs.

### Secteurs d'activité

#### Entreprises et commerces
En 2019, le nombre d’unités légales et d’établissements (activités marchandes hors agriculture) par secteur d'activité était de 29 dont 2 dans l’industrie manufacturière, industries extractives et autres, 6 dans la construction, 7 dans le commerce de gros et de détail, transports, hébergement et restauration, 2 dans l’Information et communication, 1 dans les activités immobilières, 6 dans les activités spécialisées, scientifiques et techniques et activités de services administratifs et de soutien, 1 dans l’administration publique, enseignement, santé humaine et action sociale et 4  étaient relatifs aux autres activités de services.
En 2020, 6 entreprises ont été créées sur le territoire de la commune, dont 3 individuelles.
Au 1er janvier 2021, la commune ne disposait pas d’hôtel et de terrain de camping.

#### Agriculture
Remauville est dans la petite région agricole dénommée la « Bocage gâtinais », à l'extrême sud du département. En 2010, l'orientation technico-économique de l'agriculture sur la commune est la culture de céréales et d'oléoprotéagineux (COP).
Si la productivité agricole de la Seine-et-Marne se situe dans le peloton de tête des départements français, le département enregistre un double phénomène de disparition des terres cultivables (près de 2 000 ha par an dans les années 1980, moins dans les années 2000) et de réduction d'environ 30 % du nombre d'agriculteurs dans les années 2010. Cette tendance se retrouve au niveau de la commune où le nombre d’exploitations est passé de 14 en 1988 à 8 en 2010. Parallèlement, la taille de ces exploitations augmente, passant de 81 ha en 1988 à 163 ha en 2010.
Le tableau ci-dessous présente les principales caractéristiques des exploitations agricoles de Remauville, observées sur une période de 22 ans : 
|                                      | 1988  | 2000  | 2010  |
| ------------------------------------ | ----- | ----- | ----- |
| Dimension économique,                |       |       |       |
| Nombre d’exploitations (u)           | 14    | 10    | 8     |
| Travail (UTA)                        | 22    | 23    | 11    |
| Surface agricole utilisée (ha)       | 1 127 | 1 311 | 1 307 |
| Cultures                             |       |       |       |
| Terres labourables (ha)              | 1 124 | 1 310 | 1 307 |
| Céréales (ha)                        | 752   | 772   | 765   |
| dont blé tendre (ha)                 | 503   | 629   | 465   |
| dont maïs-grain et maïs-semence (ha) | 105   | s     | s     |
| Tournesol (ha)                       | 134   | s     | s     |
| Colza et navette (ha)                | 47    | s     | 265   |
| Élevage                              |       |       |       |
| Cheptel (UGBTA)                      | 37    | 24    | 11    |

## Culture locale et patrimoine

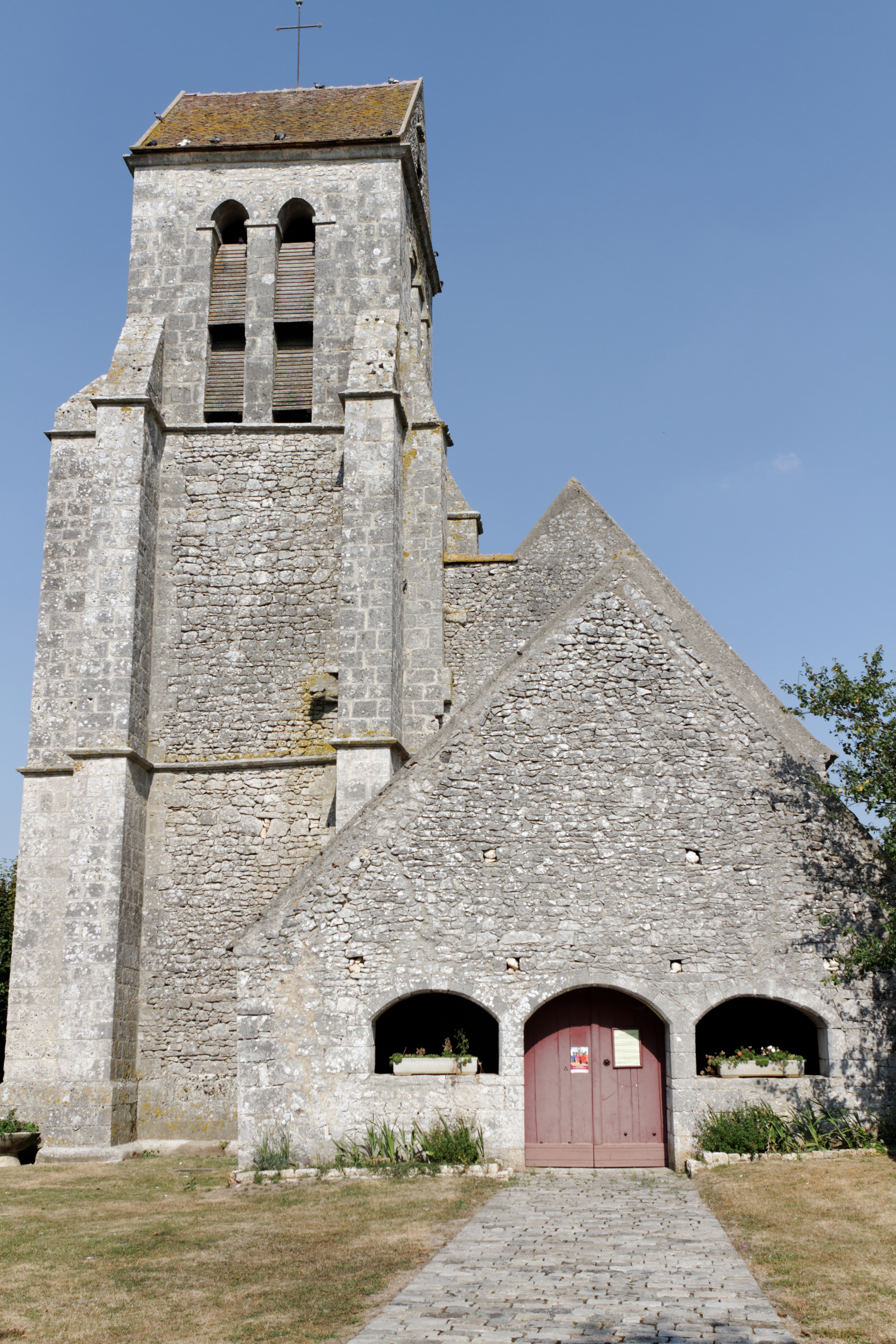
L'église Saint-Medard.

## Lieux et monuments
- Église Saint-Médard XVe/XVIe  Inscrit MH[46] : grand clocher carré coiffé en bâtière, porche sur la face est, nef unique voûtée d'ogives ; retable de maître-autel en bois XVIIIe, fonts baptismaux datés 1654
- Château du début du XVIIe siècle (~1609)
- Paysage de plaine.
- Bois de Nanteau.

### Personnalités liées à la commune
- Antoine Henri Le Charron, seigneur de Remauville.